# 张静懿
张静懿（1968年7月2日—），台灣女演員，和錢盈潔、劉燕蓉、蕭琦玲組成第一代紅唇族，堪稱台灣首代少女偶像團體。在華視綜藝節目《連環泡》中被挖掘出道，後來參與演出電視劇，有華視《家有仙妻》、民視《飛龍在天》等經典作品。《愛在春天》則是嫁為人婦多年後，「回歸」電視劇的一部傾心之作。

## 演出作品

### 電視劇
| 年份   | 電視台            | 劇名                                             | 飾演                 |
| 1992年 | 台視              | 《七色橋》                                       |                      |
|        | 台視              | 《中國民間故事》五虎將                           | 狄青                 |
|        | 台視              | 《中國民間故事》秋瑾                             | 秋瑾                 |
|        | 台視              | 《玫瑰瞳鈴眼》十二色女之債海女神龍               | 白玫                 |
|        | 台視              | 《玫瑰瞳鈴眼》 鬼妻                              | 阿燕                 |
| 1991年 | 中視              | 《長官好》                                       | 黃志嘉               |
| 1992年 | 台視              | 《刺馬》                                         | 洪宣嬌               |
| 1996年 | 中視              | 《大巡按蕃薯官》                                 | 谷青                 |
| 1997年 | 民視              | 《星座女人系列之獅子座》                         | 羅玉娟               |
| 1997年 | 華視              | 《台灣靈異事件》蠱女幽魂                         | 陳娟                 |
| 1997年 | 華視              | 《台灣靈異事件》飛越鬼門關                       | 莊美華               |
| 1997年 | 華視              | 《台灣靈異事件》對不起！我要殺了你               | 小惠                 |
|        | 華視              | 《台灣靈異事件》靈異娃娃                         | 李阿滿               |
| 1998年 | 華視              | 《台灣靈異事件》哭泣的刺青                       | 吳秋萍(片頭：李秋萍) |
| 1998年 | 華視              | 《台灣靈異事件》愛在驚聲尖叫時                   | K妻                  |
| 1998年 | 華視              | 《台灣靈異事件》鬼新娘                           | 賴香玲               |
| 1998年 | 華視              | 《台灣靈異事件》鬼門開心驚驚                     | 阿嬌                 |
| 1998年 | 華視              | 《台灣靈異事件》小鬼搬家                         | 阿巒                 |
| 1999年 | 民视              | 《状元亲家》                                     | 洪美雪               |
| 2000年 | 華視              | 《台灣靈異事件》女八家將                         | 勇嫂                 |
| 2000年 | 華視              | 《台灣靈異事件》向媽祖喊冤                       | 何仙姑(黃妙音)       |
| 2000年 | 華視              | 《台灣靈異事件》72小時闖天關/闖天關(明光 永別了) | 李東鳳               |
| 2000年 | 華視              | 《台灣靈異事件》猛男一條龍                       |                      |
| 2000年 | 華視              | 《台灣靈異事件》透明大俠客                       | 羅碧華               |
| 2000年 | 華視              | 《台灣靈異事件》鬼戲連台                         | 林雅芳               |
| 2001年 | 華視              | 《台灣靈異事件》財神爺報到                       | 謝金珠               |
| 2001年 | 華視              | 《台灣靈異事件》狼夫鬼妻                         | 阿滿                 |
| 2002年 | 華視              | 《台灣靈異事件》金包銀                           | 祝美滿               |
| 2002年 | 華視              | 《台灣靈異事件》樂透奇談-財神爺報到              | 阿珠                 |
| 2002年 | 華視              | 《台灣靈異事件》魔妻                             | 靈媒                 |
| 2002年 | 華視              | 《台灣靈異事件》巫術姊妹花                       | 大姐                 |
| 2002年 | 華視              | 《台灣靈異事件》換妻                             | 賴文芳               |
| 2002年 | 華視              | 《台灣靈異事件》危險女人香                       | 孫幗英               |
| 2000年 | 台視              | 《神仙動員令》米粉大俠                           | 黑狼                 |
| 2000年 | 民視              | 《飛龍在天》                                     | 孔雀                 |
|        | 八大第一台        | 《第一劇場》                                     |                      |
| 2003年 | 三立台灣台        | 《戲說台灣》觀掃帚神                             | 沈母                 |
| 2004年 | 三立台灣台        | 《台灣龍捲風》                                   | 蔡秀芬               |
| 2005年 | 三立台灣台        | 《鳥來伯與十三姨》                               | 阿月                 |
| 2006年 | 廈門衛視          | 《一定要幸福》                                   | 洪美麗               |
| 2006年 | 廈門衛視          | 《船來船往之溫情滿人間》                         | 杜美玲               |
| 2013年 | 湖南衛視          | 《因為愛情有多美》                               | 陳錦華               |
| 2013年 | 湖南衛視          | 《愛在春天》                                     | 金姨                 |
| 2016年 | 湖北衛視/河南衛視 | 《閨蜜嫁到》                                     | 于美鳳               |

### 電影
- 1987年《我的志願》

## 主持作品
| 節目                         |
| ---------------------------- |
| 中視《歡樂大酒店》助理主持人 |
| 中視《綜藝寶貝》             |
| 《中醫天地》                 |
| 中視《台灣陰陽界》           |
| 《頂級鮮煮意》               |

## 外部連結
- . 華人百科.   [2017-07-31] （中文）.
- . 台灣_張靜懿-微博台灣站.   [2017-07-31]. （原始内容存档于2018-07-31） （中文）.